# Balsa obliquifera
Balsa obliquifera là một loài bướm đêm trong họ Noctuidae.